# Phalaenopsis lueddemanniana
Espèce
Classification phylogénétique
Statut CITES
Phalaenopsis lueddemanniana est une espèce de plantes à fleurs de la famille des Orchidaceae (les orchidées) et du genre Phalaenopsis.

## Aire de répartition
Cette espèce est endémique des Philippines.

## Historique
Elle fut nommée ainsi en l'honneur de Mr. Lueddemann : un horticulteur français chez qui elle fleurit pour la première fois en Europe.

## Ancienne dénomination
Lors de sa description en 1865 par Heinrich Gustav Reichenbach elle fut nommée Polychilos lueddemanniana.

## Variétés botaniques
- Phalaenopsis lueddemaniana var. delicata
- Phalaenopsis lueddemaniana var. ochracea